# Prígorodni (Ciudad de Krasnodar)
Prígorodni (del ruso: При́городный) es un posiólok del ókrug urbano de Krasnodar del krai de Krasnodar, en el sur de Rusia. Está situado en las tierras bajas de Kubán-Azov, frente a la orilla norte del embalse de Krasnodar del río Kubán, 18 km al este del centro de Krasnodar. Tenía 2226 habitantes en 2010
Pertenece al municipio Páshkovski del distrito Karasunski del ókrug.

## Historia
Hasta el 28 de abril de 2014 se llamó Podsobnogo proizvodstvennogo xoziaistva biofabriki (подсобного производственного хозяйства биофабрики).